# Jerzy Kuzyniak
Jerzy Kuzyniak (ur. 25 maja 1950 w Smołdzinie) – polski urzędnik państwowy, wojewoda słupski (1997–1998). 

## Życiorys
Ukończył studia na Wydziale Melioracji Wodnych Akademii Rolniczej w Poznaniu oraz na Wydziale Zarządzania na Uniwersytecie Gdańskim (kierunek finanse i bankowość). W latach 1973–1991 pracował w przedsiębiorstwach i instytucjach realizujących inwestycje w zakresie melioracji wodnych i inżynierii sanitarnej. 
W okresie od czerwca do lipca 1991 r. piastował stanowisko dyrektora Urzędu Wojewódzkiego w Słupsku, a następnie do grudnia 1991 r. pełnił funkcję delegata pełnomocnika rządu ds. reformy samorządu terytorialnego w woj. słupskim. W latach 1993–1994 kierował Wydziałem Gospodarki i Przekształceń Własnościowych Urzędu Wojewódzkiego w Słupsku. Od 1994 r. do 1997 r. był dyrektorem Wojewódzkiego Zarządu Melioracji i Urządzeń Wodnych w Słupsku. Z dniem 23 grudnia 1997 r. został powołany na urząd wojewody słupskiego z rekomendacji Stronnictwa Konserwatywno-Ludowego, który sprawował do czasu likwidacji województwa słupskiego (31 grudnia 1998 r.). W latach 1999–2018 pracował w Najwyższej Izbie Kontroli.
W latach 1994–1998 radny Rady Miejskiej w Słupsku.